# Georg Friedrich von Reichenbach
Georg Friedrich von Reichenbach (Durlach, 24 agosto 1771 – Monaco di Baviera, 21 maggio 1826) è stato un fisico e ingegnere tedesco.
Fu uno dei maggiori protagonisti dell'industrializzazione della Germania. 

## Biografia
Cresciuto a Mannheim, dove frequentò la scuola di artiglieria, divise il tempo libero tra l'osservatorio dell'Elettore di Baviera e l'officina del padre in cui si producevano attrezzature militari. 
Tra il 1791 e il 1793 soggiornò in Inghilterra per perfezionare le proprie conoscenze tecniche; al ritorno si arruolò nell'esercito bavarese come ingegnere, con l'incarico di ampliare le officine per la produzione di armamenti sia pesanti che leggeri. Oltre a impegnarsi nella produzione bellica, Reichenbach studiò e costruì una macchina per dividere superiore a quelle che si producevano in Inghilterra a opera di Jesse Ramsden (1735-1800). 
Fondò con Joseph Liebherr un istituto matematico e meccanico per la costruzione di strumenti astronomici, geodetici e fisici, che, soprattutto grazie alla collaborazione di Joseph von Fraunhofer (1787-1826), divenne rapidamente celebre in tutta Europa. 
Si dedicò inoltre alla costruzione di macchine idrauliche, ponti, motori a vapore e altri macchinari per uso civile, come la distribuzione del gas o dell'acqua. Disegnò la più grande pompa ad acqua mai realizzata: messa in funzione nel 1817, continuò a funzionare fino al 1958. 
Realizzò per lo Stato bavarese una condotta per trasportare la salamoia prodotta dalle miniere di sale alpine in luoghi dove il combustibile necessario per l'estrazione del sale era più abbondante. Nel 1820 divenne direttore della rete stradale della Baviera.